# Elymus athericus
Espèce
Elymus athericus, le chiendent littoral ou chiendent piquant, est une espèce de plantes monocotylédones de la famille des Poaceae, sous-famille des Poaceae, originaire d'Europe, d'Asie occidentale et d'Afrique du Nord.
Ce sont des plantes herbacées vivaces, rhizomateuses, aux tiges (chaumes) dressées ou géniculées ascendantes, de 20 à 120 cm de long, et aux inflorescence en racèmes.
Cette espèce peut se révéler envahissante dans certaines circonstances. C'est le cas par exemple dans les marais salés de la baie du Mont-Saint-Michel. 

## Description
Elle mesure en 40 cm et 1 m de hauteur.

## Synonymes
Selon Catalogue of Life (20 juillet 2017) :
- Agropyron athericum (Link) Samp.
- Agropyron concinnum De Not. ex Parl.
- Agropyron littorale Dumort., nom. superfl.
- Agropyron littorale var. acutiflorum Dumort.
- Agropyron littorale var. heterophyllum Dumort.
- Agropyron littorale var. littoreum Dumort.
- Agropyron littorale var. nodosum Dumort.
- Agropyron pungens subsp. athericum (Link) K.Richt.
- Agropyron pungens var. setigerum Dumort.
- Elymus pycnanthus var. setigerus (Dumort.) Melderis
- Elytrigia atherica (Link) Kerguélen
- Elytrigia atherica f. setigera (Dumort.) Stace
- Elytrigia littoralis (Mutel) Hyl., nom. superfl.
- Psammopyrum athericum (Link) Á.Löve
- Triticum athericum Link
- Triticum litorale Host, nom. illeg.
- Triticum repens var. littorale Mutel